# Okraina
Okraina (Окраина) è un film del 1998 diretto da Pёtr Lucik.

## Trama
Il film racconta di uomini a cui viene tolta la terra. Arrabbiati, si recano nella capitale per trovare la verità.